# عضلات تنفسية

الجهاز التنفسي ، وفي الأسفل يقع الحجاب الحاجز أحد عضلات التنفس الرئيسية

عضلات التنفس (بالإنجليزية: Respiratory Muscles)‏ هي العضلات التي تساعد في عمليتي الشهيق والزفير حيث تعمل على تغيير حجم القفص الصدري وبالتالي تغيير الضغط داخل القفص الصدري.
تنقسم عضلات التنفس إلى مجموعتين رئيسيتين:
- عضلات رئيسية: الحجاب الحاجز، العضلات الخارجية التي تقع بين الاضلاع، والعضلات الداخلية التي تقع بين الاضلاع.
- عضلات مساعدة.

## طريقة عمل عضلات التنفس
العضلات الخارجية والعضلات الداخلية بين الاضلاع تعمل على رفع الاضلاع وبالتالي زيادة حجم الفقص الصدري بشكل مستعرض، اما الحجاب الحاجز فانه يعمل على زيادة حجم الققص الصدري من الأسفل أي بشكل عمودي وكذلك يساعد في خفض الاضلاع السفلى.
العضلات المساعدة تستخدم عند التنفس الشديد مثلا عند القيام بتمرين رياضي أو عند تضيق القصبات الهوائية مثلا في نوبة الربو الشديدة أو في امراض الرئة.